# Fernando Aguirre Colorado
Fernando Aguirre Colorado (1879-1966), revolucionario huimanguillense, presidente del club liberal Melchor Ocampo, club liberal nacido en Huimanguillo que preconizaba el inicio de la revolución en Tabasco. Fue Diputado local, Diputado federal, Presidente municipal de Huimanguillo y Gobernador del Estado.